# Synagoga w Zagrzebiu
Synagoga w Zagrzebiu – synagoga, która znajdowała się w Zagrzebiu, stolicy Chorwacji, przy ulicy Praskiej.

## Historia
Synagoga została zbudowana w 1867 roku. Podczas II wojny światowej, 12 października 1941 roku została doszczętnie zniszczona przez Ustaszów. Przez wiele lat na jej miejscu znajdował się parking. W 2008 roku gmina żydowska w Zagrzebiu wybudowała na jej miejscu nową synagogę, która w zupełności nie przypomina tej, która stała w tym miejscu przed wojną. O dawnej synagodze przypomina jedynie tablica pamiątkowa w języku chorwackim i hebrajskim.
Przy Mažuranićev trg związek Bet Israel stara się o odbudowanie synagogi w oryginalnej formie. Plany te są jednak ograniczane przez gminę żydowską, która uważa się za jedyną spadkobierczynię zburzonej synagogi i na uczestnictwo Bet Israel w budowie nie chce się zgodzić.
W 2006 roku poczta chorwacka wydała znaczek pocztowy o nominale 5 kun, przedstawiający synagogę, przed którą stoi zapalona chanukija. Znaczek został wydany z okazji 200-lecia istnienia gminy żydowskiej w Zagrzebiu.

## Architektura

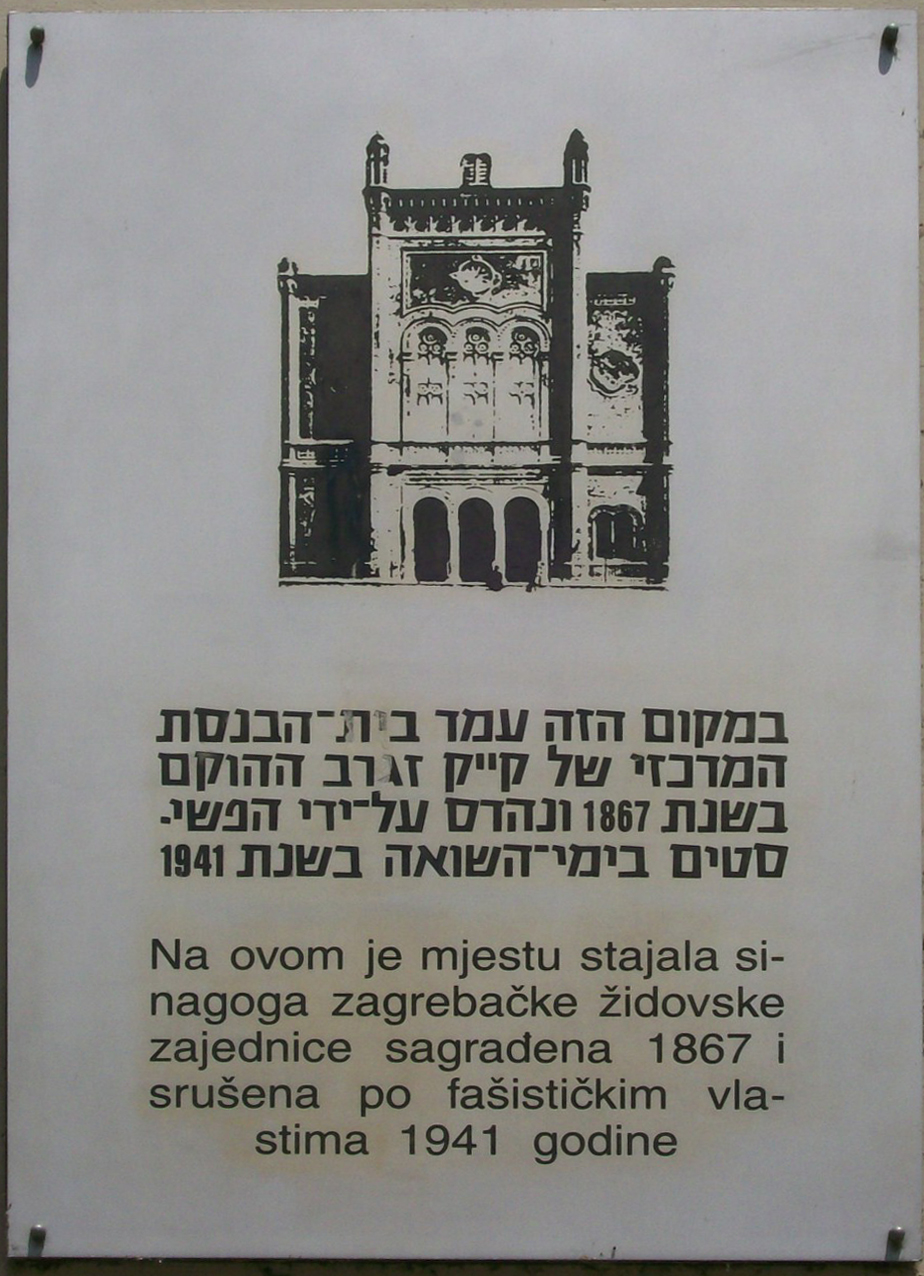
Tablica pamiątkowa

Murowany budynek synagogi wzniesiono na planie prostokąta w stylu mauretańskim. Była jedną z wielu synagogi Tempelgasse w Wiedniu projektu Ludwiga Förstera, na co wskazywać może trójpodział fasady z wyższą i szerszą częścią środkową. W ich narożnikach znajdowały się smukłe wieżyczki zwieńczone kopułkami. Elewację główną zdobiły liczne dekoracje, a nad głównym wejściem na poziomie piętra znajdowały się trzy wysokie półokrągłe zakończone okna. Nad nimi znajdował się zegar, a całość zwieńczały tablice Dekalogu.
Wnętrze synagogi było bardzo bogato zdobione. Główna sala modlitewna była pomalowana kolorowymi polichromiami o motywach geometrycznych. Na wschodniej ścianie znajdował się ozdobiony z przepychem Aron ha-kodesz, przed którym znajdował się pulpit kantora. Salę główną z trzech stron obiegały galerie dla kobiet wsparte na żelaznych słupach. Salę oświetlały wielkie żyrandole.